# 细纹立蛤
细纹立蛤（学名：Meropesta capillacea），是帘蛤目马珂蛤科立蛤屬的一种。主要分布于台湾，常栖息在潮间带。